# Сигурд Магнусон
Сигурд Магнусон (на норвежки: Sigurd Magnusson) е избран за крал на Норвегия в периода 1193-1194 г. по време на гражданската война в страната. Роден през 1180 г., той е само на 13 години, когато като син на Магнус V Ерлингсон е избран за конунг. През лятото на 1193 г. се вдига голямо въстание срещу Свере Сигурдсон, което започва от Оркнейските острови и Шетландските острови, предвождано от Сигурд Магнусон, наричан още Конгсон (Кралски син). На 3 април 1194 г. в голяма морска битка близо до Берген срещу войските на Свере Сигурдсон Сигурд Магнусон загива и тялото му е изложено на показ пред жителите на Берген, за да се осуетят нови възможности да се появят други претенденти в бъдеще.

## Други източници
- McDonald, R. Andrew The Kingdom of the Isles: Scotland's Western Seaboard, c. 1100–c. 1336 (Tuckwell, West Linton, 1997)
- Lidén, Hans-Emil Mariakirken i Bergen (Bergen: Mangschou. 2000)